# Deutsche Rentenversicherung Nord

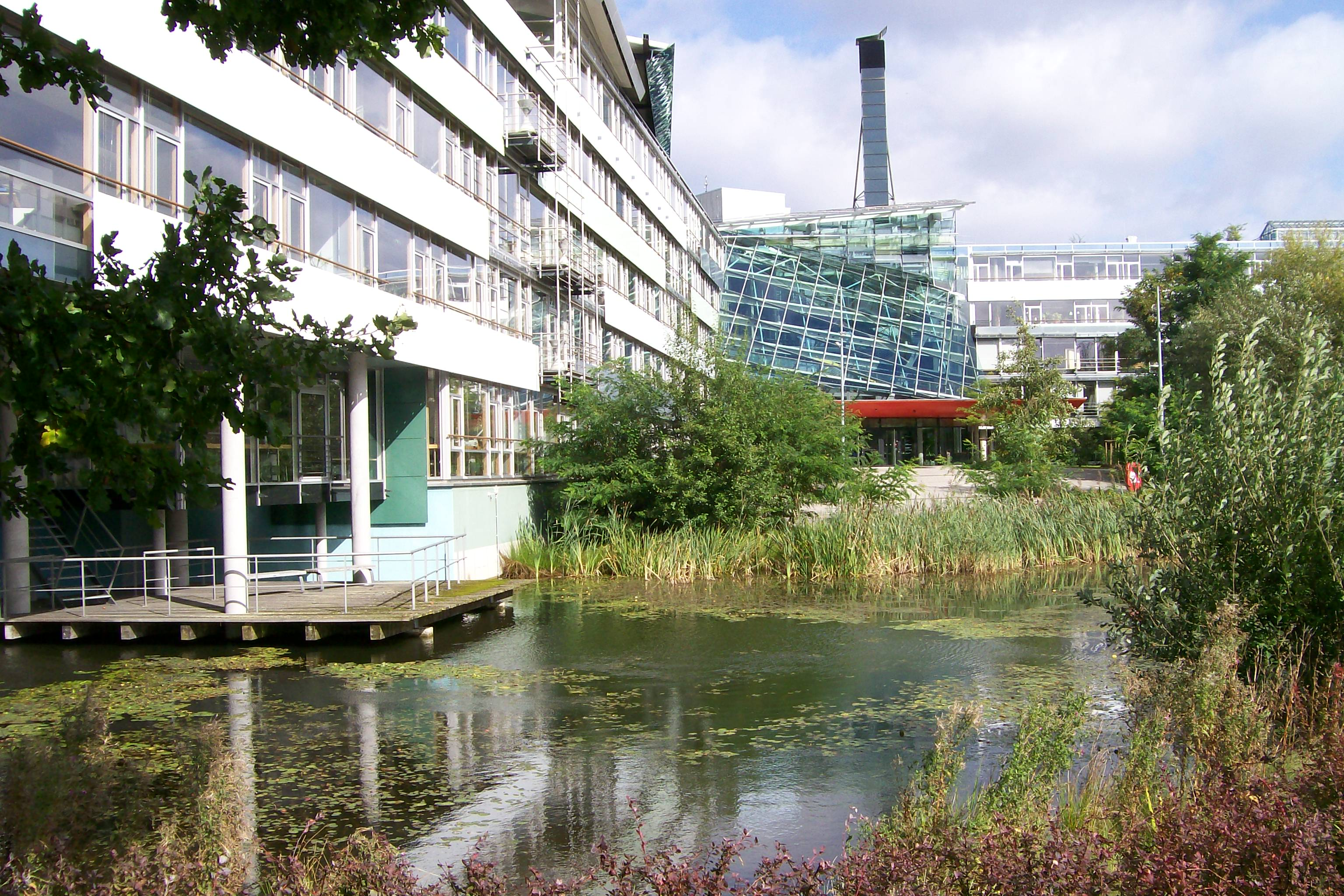
Sitz der Versicherung in der Ziegelstraße in Lübeck

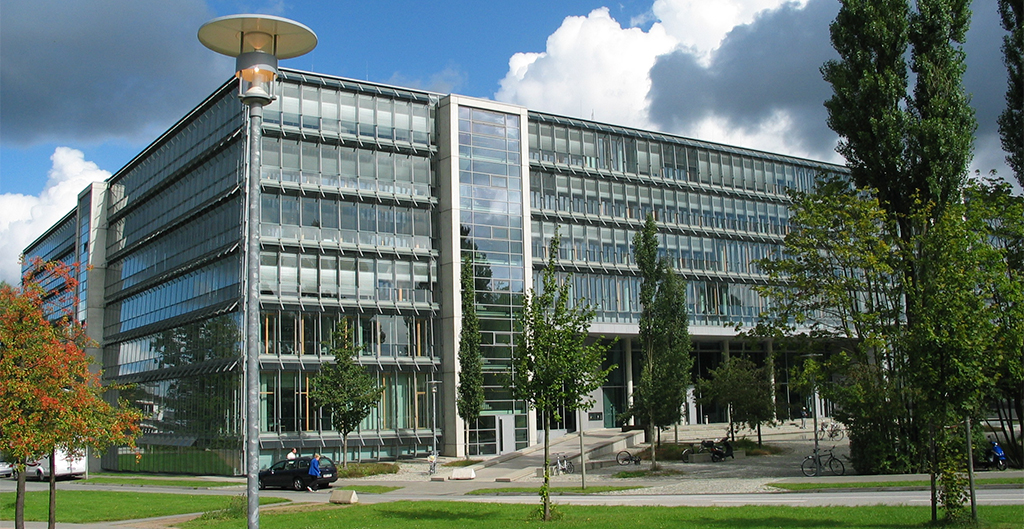
Standort Hamburg der DRV Nord

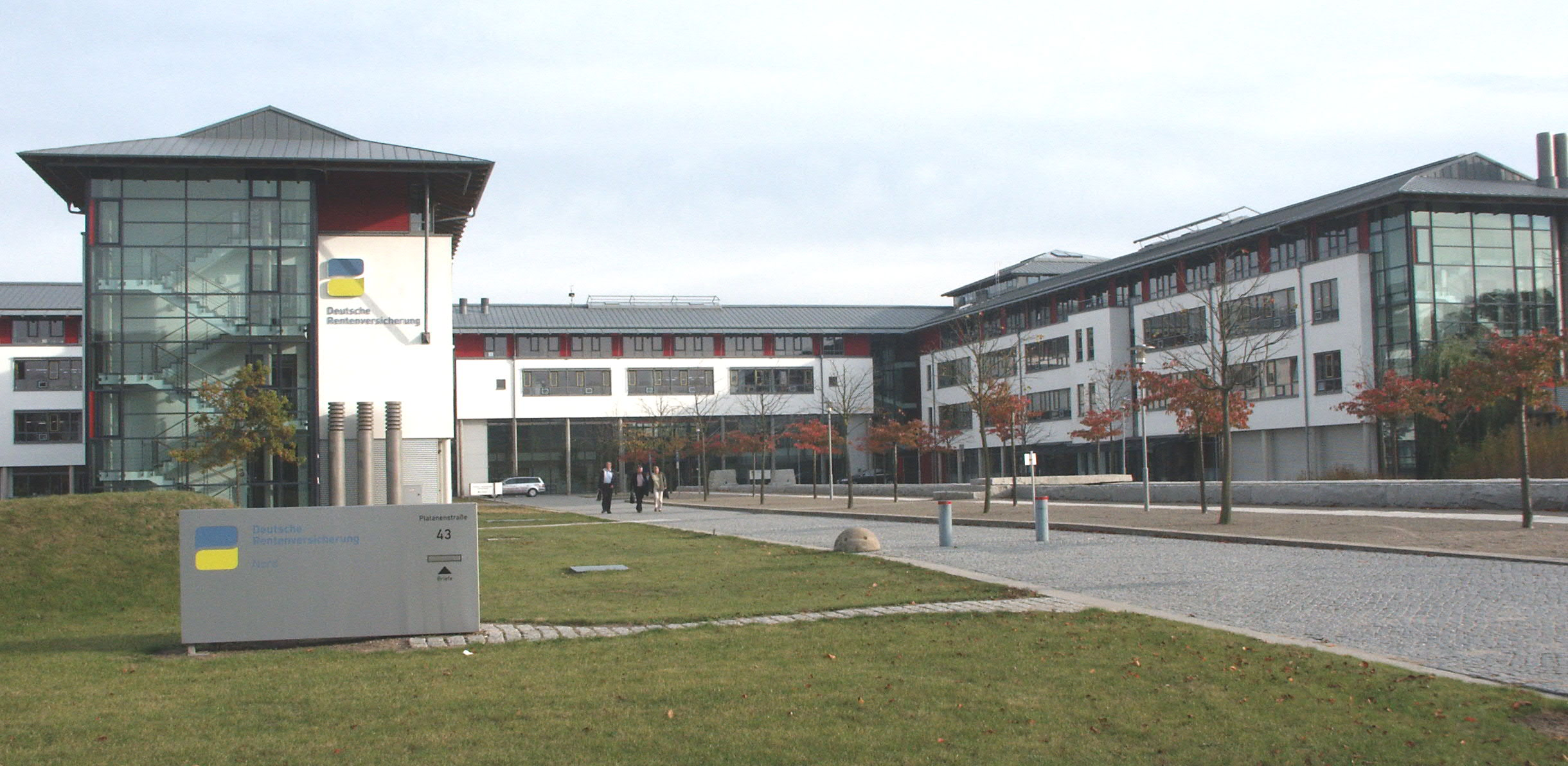
Standort Neubrandenburg der DRV Nord

Die Deutsche Rentenversicherung Nord (DRV Nord) ist einer von 14 Regionalträgern der unter dem Dach der Deutschen Rentenversicherung zusammengefassten Träger der gesetzlichen Rentenversicherung in der Bundesrepublik Deutschland.
Ihren Hauptsitz hat die Deutsche Rentenversicherung Nord in der Hansestadt Lübeck in einem Neubau von 1997 in der Ziegelstraße in St. Lorenz. Sie untersteht der Rechtsaufsicht des schleswig-holsteinischen Ministeriums für Soziales, Gesundheit, Familie, Jugend und Senioren. Zwei weitere Verwaltungszentren befinden sich in Hamburg und Neubrandenburg.
Die Deutsche Rentenversicherung Nord ist für 2,3 Millionen Versicherte und eine Million Rentner in den Bundesländern Freie und Hansestadt Hamburg, Mecklenburg-Vorpommern und Schleswig-Holstein zuständig.
Sie entstand am 30. September 2005 aus dem Zusammenschluss der Landesversicherungsanstalten Hamburg, Mecklenburg-Vorpommern und Schleswig-Holstein.

## Aufgaben
Die Deutsche Rentenversicherung Nord erbringt alle Leistungen der gesetzlichen Rentenversicherung. Sie betreibt ein Netz von Auskunfts- und Beratungsstellen. Für Zwecke der medizinischen Rehabilitation (insbesondere der Kinderheilbehandlungen) betreibt sie eigene Kliniken.
Im internationalen Bereich ist die Deutsche Rentenversicherung Nord für die Versicherten der Regionalträger zuständig für Dänemark, Estland, Finnland, Vereinigtes Königreich Großbritannien und Nordirland, Irland, Indien, Kanada, Lettland, Litauen, Norwegen, Schweden und die USA.

## Organe
Organe sind die Selbstverwaltung und die Geschäftsführung. Selbstverwaltungsorgane sind die Vertreterversammlung und der Vorstand. Die Zusammensetzung der Organe erfolgt teilweise durch Benennung und teilweise durch Sozialwahlen.

### Vertreterversammlung
Die Vertreterversammlung ist das höchste Organ und besteht seit dem 29. September 2023 aus je 15 Vertretern der Versicherten- und Arbeitgeberseite. Sie übt gegenüber dem Vorstand und der Geschäftsführung eine Kontrollfunktion aus.
Aufgaben der Vertreterversammlung sind u. a. die Feststellung des Haushaltsplanes, der Beschluss der Satzung sowie Wahl der Geschäftsführung, des Vorstandes und der Versichertenältesten. Alternierende Vorsitzende der Vertreterversammlung sind André Kannenberg (aus der Gruppe der Versicherten) und Falk Schütt (aus der Gruppe der Arbeitgeber).

### Vorstand
Der Vorstand besteht seit dem 29. September 2023 aus zwölf Mitgliedern. Die Mitglieder des Vorstandes müssen je zur Hälfte der Gruppe der Versicherten und der Gruppe der Arbeitgeber angehören. Zu den Aufgaben des Vorstandes gehört u. a., den Haushaltsplan aufzustellen und die Überprüfung der Jahresrechnung. Dazu entscheidet der Vorstand über definierte Organisations-, Personal- und Finanzfragen.
Alternierende Vorsitzende des Vorstandes sind Matthias Maurer (aus der Gruppe der Versicherten) und Jens-Arne Meier (aus der Gruppe der Arbeitgeber).

### Geschäftsleitung
Der Geschäftsführer, Volker Reitstätter, führt hauptamtlich die laufenden Verwaltungsgeschäfte, soweit Gesetz oder sonstiges für den Versicherungsträger maßgebendes Recht nichts Abweichendes bestimmen, und vertritt den Versicherungsträger insoweit gerichtlich und außergerichtlich. Die Aufgaben des Geschäftsführers werden im Verhinderungsfalle von seinem Stellvertreter, Dieter Starke, wahrgenommen.
Die Geschäftsführung wird auf Vorschlag des Vorstandes von der Vertreterversammlung gewählt.